# Коура
Коура — река в России, протекает по Таштагольскому району Кемеровской области.
Устье реки находится в 21 км по правому берегу реки Мунжа. Длина реки составляет 25 км.

## Данные водного реестра
По данным государственного водного реестра России относится к Верхнеобскому бассейновому округу, водохозяйственный участок реки — Кондома, речной подбассейн реки — Томь. Речной бассейн реки — (Верхняя) Обь до впадения Иртыша.